# 22558 Mladen
22558 Mladen è un asteroide della fascia principale. Scoperto nel 1998, presenta un'orbita caratterizzata da un semiasse maggiore pari a 2,2010689 UA e da un'eccentricità di 0,0499352, inclinata di 0,77354° rispetto all'eclittica.